# Gerichtsbezirk Favoriten
Der Gerichtsbezirk Favoriten ist ein dem Bezirksgericht Favoriten unterstehender Gerichtsbezirk in Wien. Der Gerichtsbezirk umfasst den Gemeindebezirk Favoriten.

## Geschichte
Die Gebiete des heutigen Gemeindebezirks Favoriten war ursprünglich Teil der Wiener Gerichtsbezirke Wieden und Margarethen bzw. der niederösterreichischen Gerichtsbezirke Mödling und Schwechat.
Nach dem Anschluss Österreichs 1939 wurde das Gericht in Amtsgericht Favoriten umbenannt und war nun dem Landgericht Wien nachgeordnet. 1945 erhielt es wieder den Namen Bezirksgericht.

## Literatur

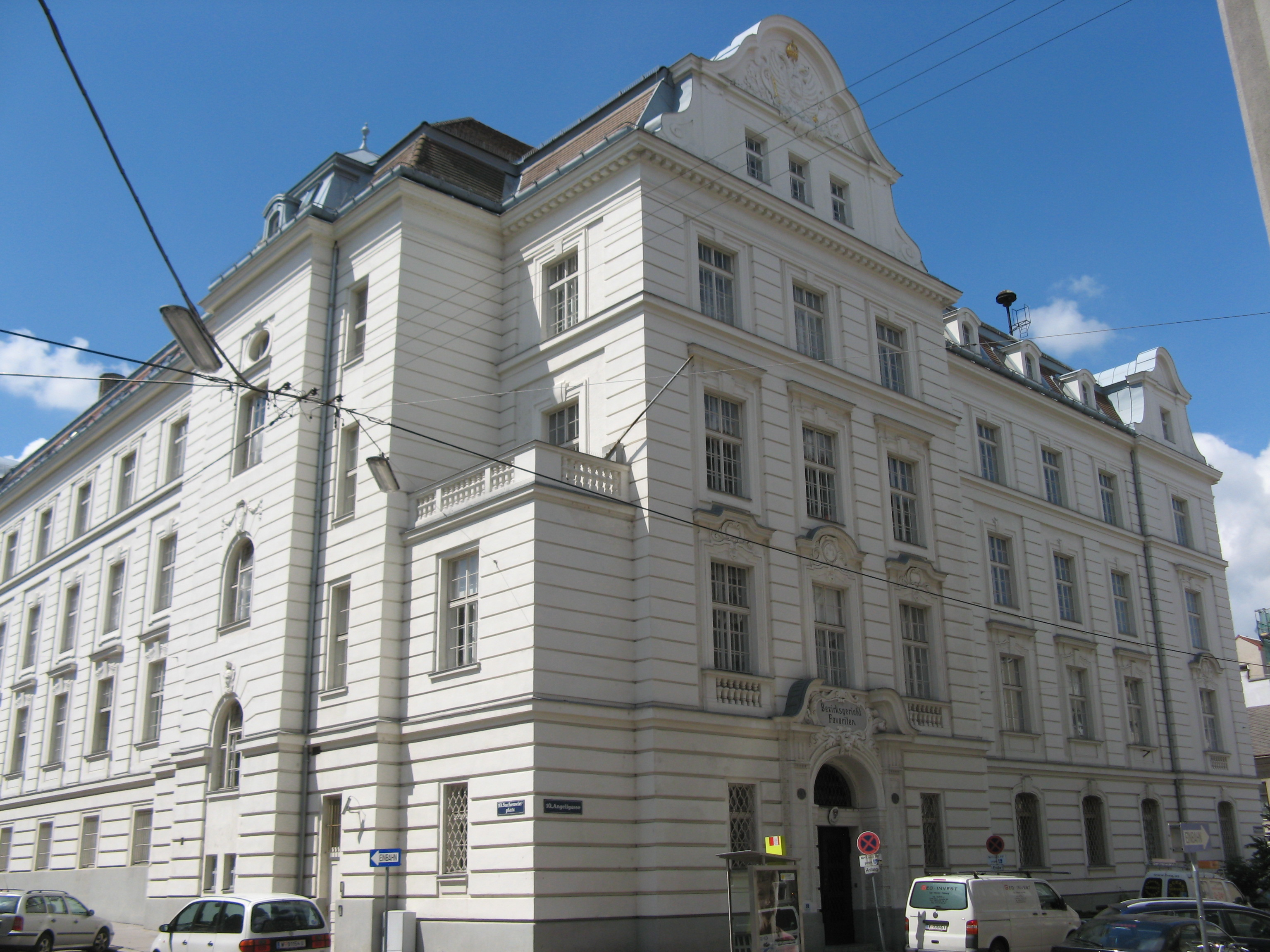
Bezirksgericht Favoriten